# Jean Séguy (sociologo)
Jean Séguy (Duras, 5 marzo 1925 – Labruyère, 9 novembre 2007) è stato un sociologo francese.

## Biografia
Educato in una famiglia cattolica della Francia sudoccidentale, tascorse parte della sua infanzia a Bône, in Algeria, dove suo padre lavorava per la fabbrica di tabacco., Proseguì quindi gli studi al liceo di Orano, ma nel 1944 dovette temporaneamente interromperli per arruolarsi nella Prima Armata Francese, di stanza in Algeria, dalla quale fu smobilitato l'anno successivo con la decorazione della Croix de guerre.
Sotto l'influenza di Henri Desroche, i suoi interessi di ricerca si orientarono verso la sociologia della religioni. Nel 1960, entrò nei ranghi del CNRS, dove rimase tutta la vita fino ad assumerne la posizione di vertice. Contestualmente, entrò a far parte del Gruppo di Studio della Sociologia delle Religioni, del quale rimase membro fino al pensionamento nel '93.
Dal 1966 al 1990 fu docente dell'École des hautes études en sciences sociales, e, dal 1980 al 1988, fu caporedattore della rivista Archives de sciences sociales des religions.
Nel 1970, si laureò all'Università di Parigi in lettere, con specializzazione in letteratura inglese. Si iscrisse quindi al corso di storia delle religioni dell'École Pratique des Hautes Etudes, dove ebbe occasione di frequentare i seminari di Oscar Cullmann e di Émile-Guillaume Léonard.
Nei primi anni '70, difese una dissertazione di dottorato sugli anabattisti e sui mennoniti in Francia, intitolata Les assemblées anabaptistes-mennonites de France, che fu pubblicata nel '77.
Lo studio di Max Weber e di Ernst Troeltsch lo portarono ad interessarsi dei culti, dei conflitti religiosi e del Cristianesimo, con particolare riferimento al Protestantesimo con le sue sette anticonformiste, nonché all'Avventismo. Nel 1973, si affermò come sociologo delle religioni di fama internazionale, a seguito della pubblicazione del volume Les Conflits du dialog, relativo alle attività ecumeniche delle confessioni cristiane minori.
Muore a Labruyère, all'età di ottantadue anni.

## Attività
Nella tesi pubblicata nel '77, Jean Seguy si occupò della storia degli anabattisti mennoniti dal XVI secolo all'età contemporanea, in una prospettiva diacronica. Dapprima, descrisse le origini dell'anabattismo a Strasburgo, nel resto dell'Alsazia, a Montbéliard e nella Lorena.
Nel XVII secolo, la repressione dell'anabattismo bernese aveva provocato l'esilio e la migrazione di queste comunità a Sainte-Marie-aux-Mines, dalla quale furono nuovamente espulsi nel 1712. Dopo aver descritto il progressivo influsso del pietismo sulla nozione e la pratica anabattista della pietà religiosa, la vita sociale e professionale, studiò le profonde trasformazioni del dopoguerra e i collegamenti instaurati con le comunità statunitensi di origine mennonita.
La sua attività ricercatore fu riconosciuta nel campo della storia sociale del Protestantesimo. Specialista nell'anticonformismo religioso, lasciò in eredità un'importante opera intellettuale negli ambiti della sociologia del carisma, dell'autorità e delle dinamiche interne alla comunità utopica.

## Opere
- Les Sectes protestantes dans la France contemporaine, Paris, Beauchesne, 1956.
- Ernst Troeltsch et sa sociologie du christianisme, Paris, Cercle Ernest Renan, 1961.
- Les Conflits du dialogue, Paris, Le Cerf ed., 1973.
- Les Assemblées anabaptistes-mennonites de France, Paris; La Haye, Mouton, 1977.
- Christianisme et société. Introduction à la sociologie de Ernst Troeltsch, Paris, Le Cerf ed., 1980.
- Conflit et utopie, ou Réformer l'Église. Parcours wébérien en douze essais, Paris, Le Cerf ed., 1999.